# Mjälgrävare
Mjälgrävare (Dyschirius angustatus) är en skalbaggsart som först beskrevs av Ahrens 1830.  Mjälgrävare ingår i släktet Dyschirius, och familjen jordlöpare. Enligt den finländska rödlistan är arten sårbar i Finland. Enligt den svenska rödlistan är arten nära hotad i Sverige. Arten förekommer i Götaland och Övre Norrland. Arten har tidigare förekommit på Öland och Svealand men är numera lokalt utdöd. Artens livsmiljö är sandstränder vid sötvatten.